# Ludwik Wielgosz
Ludwik Wielgosz, ps. „Niedźwiedź” (ur. 14 października 1894 w Kaszycach, zm. 4 lipca 1916 pod Kościuchnówką) – sierżant Legionów Polskich, działacz niepodległościowy, kawaler Orderu Virtuti Militari.

## Życiorys
Urodził się w 14 października 1894 w Kaszycach, w ówczesnym powiecie jarosławskim Królestwa Galicji i Lodomerii, w rodzinie Wawrzyńca (ur. 1868) i Zofii z domu Hałajko. Miał ośmioro rodzeństwa: Stefanię (ur. ok. 1896), Jana (ur. ok. 1900), Apolonię (ur. ok. 1905), Marię (ur. ok. 1907), Stanisława (ur. ok. 1910), Władysława (ur. ok. 1912), Karola (ur. 1915) i Jadwigę (ur. ok. 1917).
Ludwik, po ukończeniu szkoły powszechnej w rodzinnej wsi, uczęszczał do c. k. Gimnazjum z wykładowym językiem polskim w Przemyślu (na Zasaniu). W roku szkolnym 1913/14 był uczniem klasy VIIb i zastępcą prezesa „Pomocy koleżeńskiej”. Od 1911 był członkiem Związku Strzeleckiego. W 1916 otrzymał świadectwo dojrzałości.
Od 8 sierpnia 1914 służył w Legionach Polskich. Początkowo w 4. kompanii V batalionu 1 pułku piechoty, a następnie jako sierżant w 12. kompanii V batalionu 5 pułku piechoty. Poległ 4 lipca 1916 w bitwie pod Kostiuchnówką. Był kawalerem, nie miał dzieci.
14 grudnia 1921 major Andrzej Hałaciński we wniosku na odznaczenie Ludwika Wielgosza Orderem Virtuti Militari napisał: „dnia 4 lipca 1916 w chwili rozpoczęcia gwałtownego ataku nieprzyjacielskiego obsadził pierwszy, plutonem swym, zagrożoną pozycję posyłając natychmiast meldunki sytuacyjne. Natychmiastowym zorientowaniu się w sytuacji i brawurową swą odwagą odparł niespodziewany atak nieprzyjaciela usiłującego wyzyskać moment zaskoczenia. Zginął w chwili gdy otrzymał rozkaz odwrotu. W poprzednich walkach zawsze odznaczał się niesłychaną trafnością oceny sytuacji, szybkością orientacji i bohaterską odwagą. Niezrównany zarówno jako patrolowiec jako też i jako samodzielny dowódca większego oddziału”.

## Ordery i odznaczenia
- Krzyż Srebrny Orderu Wojskowego Virtuti Militari nr 6513 – pośmiertnie, 17 maja 1922[11][12][9][13][14]
- Krzyż Niepodległości – pośmiertnie, 19 grudnia 1930 „za pracę w dziele odzyskania niepodległości”[15][16][17]